# ロゾリーニ
ロゾリーニ（イタリア語: Rosolini, シチリア語: Rusalini）は、イタリア共和国シチリア州シラクーザ県にある、人口約21,000人の基礎自治体（コムーネ）。

## 地理

### 位置・広がり

#### 隣接コムーネ
隣接するコムーネは以下の通り。括弧内のRGはラグーザ県所属を示す。
- イスピカ (RG)
- モーディカ (RG)
- ノート